# Turniej o Puchar Burmistrza Rawicza 2009
Puchar Burmistrza Rawicza 2009 – turniej żużlowy, rozegrany po raz 15. w Rawiczu, w którym zwyciężył Robert Miśkowiak.

## Finał
- Rawicz, 22 sierpnia 2009
- Sędzia: Leszek Demski

| Msc. | Zawodnik            | Klub         | Pkt  |             |  |
| ---- | ------------------- | ------------ | ---- | ----------- |  |
| 1    | Robert Miśkowiak    | Ostrów Wlkp. | 13   | (3,2,2,3,3) |  |
| 2    | Damian Baliński     | Leszno       | 12+3 | (3,2,1,3,3) |  |
| 3    | Michał Szczepaniak  | Częstochowa  | 12+2 | (2,3,2,2,2) |  |
| 4    | Krzysztof Jabłoński | Gniezno      | 11   | (3,1,3,3,1) |  |
| 5    | Sebastian Aldén     | Szwecja      | 11   | (1,3,2,3,2) |  |
| 6    | Maciej Kuciapa      | Rzeszów      | 10   | (1,3,3,2,1) |  |
| 7    | Tomasz Jędrzejak    | Wrocław      | 9    | (t,3,3,1,2) |  |
| 8    | Marcin Nowaczyk     | Rawicz       | 7    | (0,2,2,w,3) |  |
| 9    | Krzysztof Słaboń    | Gniezno      | 6    | (0,0,3,2,1) |  |
| 10   | Krystian Klecha     | Poznań       | 6    | (2,2,d,w,2) |  |
| 11   | Grzegorz Zengota    | Zielona Góra | 6    | (0,1,1,2,2) |  |
| 12   | Daniel Jeleniewski  | Wrocław      | 5    | (3,w,1,1,d) |  |
| 13   | Tomasz Rempała      | Lublin       | 4    | (2,1,1,0,d) |  |
| 14   | Mariusz Puszakowski | Gniezno      | 3    | (1,1,0,1,0) |  |
| 15   | Wiktor Gołubowskij  | Rosja        | 3    | (1,0,d,1,1) |  |
| 16   | rez. Marcel Kajzer  | Gniezno      | 2    | (2,0,0,0)   |  |
| 17   | Robert Kościecha    | Lublin       | 0    | (d,d)       |  |